# Gaillon-sur-Montcient
Gaillon-sur-Montcient is een gemeente in het Franse departement Yvelines (regio Île-de-France) en telt 657 inwoners (2004). De plaats maakt deel uit van het arrondissement Mantes-la-Jolie.

## Geografie
De oppervlakte van Gaillon-sur-Montcient bedraagt 4,8 km², de bevolkingsdichtheid is 136,9 inwoners per km².
De onderstaande kaart toont de ligging van Gaillon-sur-Montcient met de belangrijkste infrastructuur en aangrenzende gemeenten.

## Demografie
Onderstaande figuur toont het verloop van het inwonertal (bron: INSEE-tellingen).

1. ↑  Populations de référence 2022.